# Guillermo Aristimuño
Guillermo Aristimuño (Maturín, Venezuela, 15 de agosto de 1971) es un modelo, locutor y abogado venezolano, egresado de la Universidad Santa María y especializado en Derecho Penal por la misma universidad. Es conocido por su participación en el Míster Venezuela (1997) y por haber sido el doble de Ricky Martin.

## Biografía
A sus 15 años inicia su formación actoral con el grupo Arte de Venezuela, dirigido por Levy Rossell. Posteriormente, realiza talleres con el Grupo Rajatabla y con el Ateneo de Caracas. En 1994 inicia su formación con el Grupo Theja y logra formar parte del elenco estable de la agrupación. Luego, en 1997 participa en la segunda edición del Míster Venezuela. En 1998 inicia su carrera como doble de Ricky Martin y gana el concurso que hizo el programa de RCTV: Atrévete a soñar para buscar el doble del cantante, mientras trabajaba como coanimador del programa Aló RCTV, con Kiara y Winston Vallenilla.
Ese mismo año es seleccionado como doble oficial de Ricky Martin para Latinoamérica y empieza una gira por varios países con su show Ricky Martin Look a Like, que lo llevó a realizar una gira por países como Argentina, Chile, Panamá, Costa Rica, Estados Unidos, Italia, Finlandia y Holanda.

## Trayectoria artística

### Modelaje
En 1997 además de participar en el Míster Venezuela, es catalogado como modelo del año según el diario De Todo. En el año 1999 gana el II Campeonato Mundial de Dobles de Ricky Martin, celebrado en Chile. En el 2000 es declarado ganador del concurso Míster Milenio en el programa Sábado Gigante de Miami, transmitido por Univisión.

### Televisión
Fue coanimador del programa Aló RCTV y también estuvo como corresponsal de Cristina Saralegui en una sección de restaurantes de famosos para Univision. Allí hizo un programa con Ricky Martin. También participó en Sirena, estuvo como invitado en El show de Joselo y fue animador de HTV.

## Trayectoria como abogado
Como abogado, es especialista en Derecho Penal por la Universidad Santa María y en Derecho Humano Internacional por la Universidad Latinoamericana y del Caribe. Además, tiene un magíster en Ciencias Penales y Criminológicas de la Universidad Nueva Esparta y un doctorado en Ciencias de la Educación. Es conocido como "influencer del derecho" por desarrollar campañas enfocadas en promover el ejercicio consciente de la ciudadanía como "Cumple tus deberes", "Derecho al alcance de todos" y "Ciudadanía de altura", en esta última participó la cantante Mirla Castellanos. También es docente de la Universidad Santa María y formó parte del equipo que propuso sancionar la mala praxis de los abogados en el Código Orgánico Penal venezolano. Igualmente, fue quien llevó el caso de los actores detenidos de Microteatro y tiene un programa de radio en Circuito Onda titulado "Ciudadanía y sus derechos.